# NGC 464
NGC 464 est constitué de deux étoiles situé dans la constellation d'Andromède. NGC 464 a été enregistré par l'astronome allemand Wilhelm Tempel en 1826.